# Wish You the Best (Lewis Capaldi)
Wish You the Best è un singolo del cantante britannico Lewis Capaldi, pubblicato il 14 aprile 2023 come terzo estratto dal secondo album in studio Broken by Desire to Be Heavenly Sent.

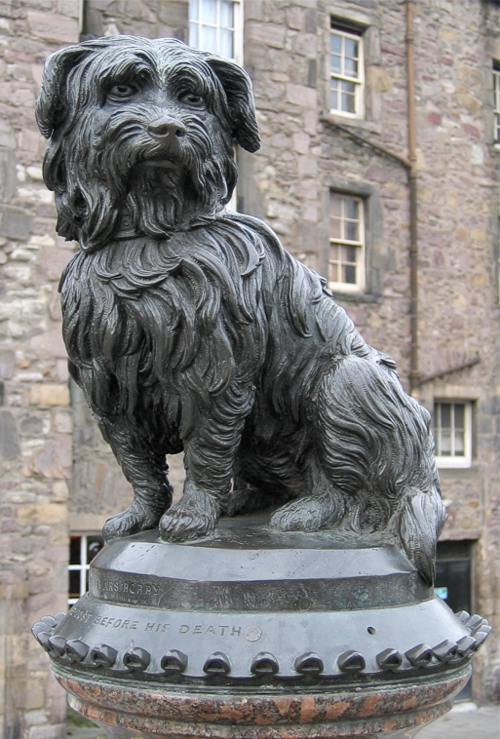
La statua del reale Greyfriars Bobby a Edimburgo

## Video musicale
Il video è stato pubblicato in contemporanea all'uscita del singolo sul canale YouTube del cantante, e basato sul leggendario cane Greyfriars Bobby, terrier della Scozia nel XIX secolo visitò la tomba del suo proprietario per 14 anni dopo la morte dell'uomo. Il cane è stato interpretato da "Winnie", un Cairn Terrier, il proprietario è interpretato dal grande attore David Bradley, mentre il ruolo del nuovo postino è recitato da Tom Lewis.
Il video racconta la storia analoga di Willow (Winnie), una cagnolina di proprietà del postino John Fry (David Bradley): quando l'anziano John muore, Willow si siede davanti alla sua tomba, prima di essere notata e adottata dal nuovo postino (Tom Lewis). Proprio come con John, Willow si unisce al postino durante le consegne, ma viene mostrato anche che sente la mancanza di John. Il video si conclude con la stessa Willow che muore, e il giovane postino Lewis che mette il suo collare sulla tomba di John.

## Tracce
1. Wish You the Best – 3:30